# Elephantulus myurus
Elephantulus myurus е вид слонска земеровка.

## Разпространение и местообитания
Видът е разпространен в централната и североизточната част на ЮАР, в Лесото, Свазиленд, Зимбабве, източната част на Ботсвана и западната на Мозамбик. Обитава полупустинни райони в хълмисти и скалисти участъци с наличие на камъни, които осигуряват адекватно укритие от неприятели.

## Описание
Elephantulus myurus споделя всички черти, характерни за представителите на разреда. Имат малко тяло с обща дължина от 20,2 до 29 cm, големи уши и дълги опашки, които обикновено са малко по-дълги от самото тяло. Тежат около 41 – 98 грама. Космената покривка е кафеникавосива и мека.

## Поведение
Представителите на вида са активни в часовете между изгрев и залез и по-малко през нощта. Хранят се основно с насекоми и други членестоноги. Растителната храна също влиза в диетата им, като в някои месеци на годината достига до 40% от дневното меню на земеровките.

## Размножаване
Малките бозайници са сезонно циклични и се чифтосват от юли до януари. Бременността трае около 49 – 59 дни, като раждат 1 до 3 малки. Малките се раждат с отворени очи и покрити с козина. Теглото им при раждане е около 8 грама и дължина 50 милиметра. На 5 – 6 седмична възраст достигат полова зрялост.

## Неприятели
Стават плячка на змии и хищни птици.